# Trans Akadi
Trans Akadi est un groupe de rock acadien créé en 1995, qui mélange le violon, les guitares électriques et les harmonies vocales.

## Membres du groupe
- Serge Basque : guitare électrique
- Hubert Cormier : guitare acoustique
- Jocelyn Godin : violon et mandoline
- Frédéric Lanteigne : batterie
- François Losier : basse

## Discographie
- 1998 : La langue des rebelles
- 2007 : Trans Akadi